# Sonic Frontiers
Sonic Frontiers (ソニックフロンティア?, Sonikku Furontia) è un videogioco 3D open-world della serie Sonic the Hedgehog uscito l'8 novembre 2022 per le console Nintendo Switch, PlayStation 4, PlayStation 5, Xbox One, Xbox Series e per Microsoft Windows.
Sviluppato dal Sonic Team, è stato presentato al pubblico il 27 maggio 2021 con il titolo provvisorio Sonic Rangers, insieme all'antologia arricchita Sonic Origins pubblicata il 23 giugno 2022, in occasione del 30º anniversario della serie. Ha ricevuto recensioni positive dalla critica con elogi rivolti alla storia e al gameplay open world ma criticato per alcuni bug grafici. È stato un ottimo successo commerciale: vendendo oltre 4,57 milioni di copie, è il titolo 3D più venduto della serie (battendo il primato che apparteneva al videogioco Sonic Heroes).

## Trama

### Prologo

#### Convergenza(fumetto digitale)
Sonic e Tails giungono in aiuto di Amy che sta affrontando un enorme robot del Dottor Eggman; sferrato il colpo di grazia, i protagonisti scoprono che era pilotato da un fantoccio e, capendo che era un diversivo per depistarli, decollano verso le Starfall Islands. Questi, appena arrivato a Kronos Island, viene prontamente informato del successo dei tre da Orbot e Cubot e inserisce la sua intelligenza artificiale, chiamata Sage, per scoprire i segreti degli Antichi.

#### Divergenza(corto animato)
Knuckles sta facendo la guardia al Master Emerald su Angel Island e si interroga sul perché gli sia affidata questa missione dai suoi antenati (menzionando gli eventi di Sonic Adventure). Knuckles dice di non aver bisogno di nessuno per portare a compimento la sua missione ma vuole comunque trovare le risposte alle sue domande.
Mentre stava esplorando Sky Sanctuary (livello di Sonic & Knuckles), Knuckles aiuta un Chao a liberare una maschera con la quale giocare, che però è rimasta incastrata tra le macerie. Dopo aver aiutato il Chao, però, Knuckles trova uno strano ingranaggio giacere sul suolo e che ha sbloccato l'entrata di una caverna segreta. Knuckles trova un altare, sulla cui parete c'è una fessura con la stessa forma dell'ingranaggio. Knuckles inserisce l'oggetto nella fessura e il portale si riattiva, trasportando l'echidna nelle Starfall Islands.
Knuckles si ritrova circondato dai nemici e riesce a sconfiggerli facilmente. Dopo il combattimento, però, una strana e misteriosa ragazza gli appare davanti e lo intrappola in una gabbia dalla tecnologia avanzata, facendo cadere Knuckles nella disperazione. L'echidna rosso si interroga quindi se, a volte, ha davvero bisogno di aiuto quando non può cavarsela da solo...

### Sonic Frontiers
Mentre il Dr. Eggman sta esplorando le Starfall Islands, trova un portale dove inserisce la sua intelligenza artificiale Sage, con cui riattiva le tecnologie realizzate dagli Antichi decine di migliaia di anni fa. Proprio quando lo scienziato spera di scoprire ulteriormente i segreti viene assorbito nel portale tentando di trattenere l'hard disk della sua stessa intelligenza artificiale. Sonic, Tails e Amy raggiungono a loro volta l'arcipelago sul Tornado per investigare cosa abbia attirato i Chaos Emeralds ma il biplano si imbatte in una turbolenza e viene risucchiato in un portale digitale. Sonic riesce a uscire e si sveglia da solo su Kronos Island; rimasto solo e confuso in uno strano territorio, comincia allora a sentire una misteriosa voce femminile nel cielo secondo la quale sarebbe impossibile a uscire dal Cyber Spazio, la dimensione digitale in cui era stato assorbito e gli impone di raccogliere i Chaos Emeralds, distruggere i "Titani" e "abbattere i muri che si ergono tra le dimensioni".
Esplorando Kronos Island, Sonic si imbatte in enormi robot chiamati i "Guardiani", trova in mezzo delle strane creature di pietra animate chiamate i "Koco" e scopre Amy in una gabbia cibernetica; riesce a liberarla tramite i "gettoni di memoria", assorbendo l'energia residua. A questo punto, il protagonista informa la sua amica (presente come un ologramma) di cosa deve fare, fermandosi a parlare con lei di tanto in tanto. Dopo aver raccolto il secondo Chaos Emerald, Sonic si imbatte in Giganto (il primo titano) e Sage, la quale, comincia a persuadere il riccio di andarsene via dall'arcipelago e ad avvisargli che le sue azioni potrebbero condannare il mondo a una catastrofe. Eggman, nel frattempo bloccato nel Cyber Spazio, ordina a Sage di tenere d'occhio il suo arcinemico. Capendo di avere bisogno dei Chaos Emeralds per distruggere il Titano, Sonic li raccoglie dai moduli in cui sono contenuti e, assieme ad Amy, comprende che quando un Koco raggiunge il proprio scopo, diventa inanimato: accade con una madre dopo aver riabbracciato i suoi figli e all'amica di Amy in cerca del suo grande amore, avvenuto in un flashback poco prima di finire colpiti da un'esplosione, dal momento che quei Koco erano portati dagli Antichi e ne contenevano lo spirito. Dopo aver aperto la strada per Giganto, Sonic lo raggiunge, lo scala e trova l'ultimo Emerald in cima al Titano; trasformatosi in Super Sonic, il riccio distrugge Giganto e saluta la dolce Amy per poi dirigersi alla seconda isola dell'arcipelago.
Raggiunta Ares Island, Super Sonic viene colpito e depotenziato da potenti spari laser ed è quindi costretto a raccogliere nuovamente tutti i Chaos Emerald. Aggirandosi per il deserto dell'isola, il protagonista trova Knuckles nelle stesse condizioni di Amy, lo libera e assorbe altra energia. L'echidna ammette di essere finito sull'isola mentre esplorava le rovine di casa propria (come visto nel cortometraggio); Sonic lo informa sulla situazione e raccoglie il primo Emerald, imbattendosi nuovamente in Sage, la quale, attira la furia del Titano Wyvern verso il riccio, costringendolo a correre al riparo. Fermandosi ogni tanto a parlare con Knuckles, Sonic aiuta un esercito di Koco scoprendo in un altro flashback che qualcosa di potentissimo distrusse le difese dell'isola. Riunito l'esercito, questo si disanima a sua volta e Sage, che nel frattempo aveva incontrato l'echidna, comincia a provare affetto e pietà vedendo l'amicizia tra i due, commuovendosi. Aperta la strada per raggiungere Wyvern, che sorvola l'isola, Sonic si arrampica su una torre e insegue il Titano, riuscendo a prendere l'ultimo Chaos Emerald e trasformandosi in Super. Subito dopo aver distrutto Wyvern, Super Sonic saluta Knuckles e parte verso la terza isola.
Arrivato a Chaos Island, un'isola vulcanica ad alta quota, Sonic viene nuovamente depotenziato ed è costretto a ricominciare daccapo un'altra volta. Girando per l'isola, il riccio blu trova Tails nelle stesse condizioni di Amy e di Knuckles, lo libera e l'energia assorbita influisce sulla sua salute. Sonic mette al corrente della situazione il suo migliore amico e raccoglie il primo Chaos Emerald, imbattendosi poi in Knight, il Titano dell'isola. Il protagonista riesce a fuggire approfittando del passaggio di un Guardiano e prosegue. Eggman è ormai ansioso di uscire dal Cyber Spazio dato che viene perseguitato da mezzi virtuali della G.U.N., ma sembra non esserci alcun modo sicuro secondo Sage, che ha a cuore il suo creatore e tiene alla sua incolumità. Lungo il cammino, Sonic e Tails scoprono ulteriori misteri dell'isola e quest'ultimo comincia a sentirsi poco partecipe e insicuro di sé, viste le sue condizioni, ma viene rincuorato. Mentre Sonic aiuta un Koco meccanico amico di Tails, questi incontra Sage e le conferma di avere fiducia nel suo migliore amico nonostante tutto e costei, vedendo commossa l'affetto tra il riccio e la volpe, comprende ulteriormente i legami con il prossimo. Avendo ormai raccolto sei Chaos Emeralds, Sonic può aprire l'accesso al cratere dell'isola dove si nasconde Knight. Prende quindi l'ultimo Emerald in cima al Titano, si trasforma in Super e lo distrugge con la sua enorme spada. Subito dopo spuntano sei torri enormi sull'isola successiva e la raggiunge assieme a Tails.
Raggiunta Rhea Island, situata al nord di Kronos, la voce nel cielo ordina a Sonic (depotenziato e con una cera preoccupante) di spegnere le sei torri per completare la missione. Arrampicandosi su ogni torre per spegnerla, Sonic assorbe altra energia che peggiora le sue condizioni senza però farlo cedere e Sage, la quale ha ormai compreso che il riccio farebbe qualunque cosa per il bene dei suoi cari come lei per Eggman, avverte Sonic del proprio destino. Ad ogni spegnimento, si scopre la storia degli Antichi con dei flashback, alcuni dei quali sono stati visti da Super Sonic al termine di ogni scontro con i Titani: gli Antichi erano una misteriosa civiltà extraterrestre straordinariamente avanzata molto simile a Chaos che fu costretta a fuggire dal loro proprio pianeta natale sulle navicelle spaziali alimentate dai Chaos Emeralds, poiché fu distrutto da qualcosa di un essere malvagio e potentissimo. Avvicinatisi alla Terra, i Chaos Emeralds vennero attirati dal Master Emerald, lasciando le navette ingovernabili e gli Antichi furono costretti ad atterrarvi, dove crearono una dimensione digitale chiamata Cyber Spazio, nel quale vi sigillarono i ricordi del loro pianeta natale. Non appena gli Antichi scoprirono che il loro distruttore li aveva pedinati, costruirono difese fortificate sulle isole e quattro Titani, enormi esoscheletri da combattimento guidati da un pilota e alimentati dai Chaos Emeralds, sperando di distruggere il loro nemico. Questi si rivelò troppo potente e il pilota del Titano "Supreme" si sacrificò affinché i suoi tre compagni sigillassero il nemico nel Cyber Spazio.
Sonic riesce a ripristinare i suoi amici alla normalità e anche Eggman riesce finalmente a uscire, ma ha assorbito così tanta energia da finire completamente corrotto e bloccato tra la realtà e il Cyber Spazio. Sage avverte Eggman di tornare subito indietro per tenerlo al sicuro e a questo punto, la voce misteriosa annuncia di essere un'entità aliena cosmica cataclismatica ed è finalmente libera dopo oltre decine di migliaia di anni fa. Tails, Knuckles e Amy allora rientrano nel Cyber Spazio per ripristinare Sonic; il cinico e inaffidabile scienziato accetta malinconicamente con riluttanza di collaborare di nuovo con il suo fastidioso e insopportabile nemico Sonic sotto il suggerimento di Sage e ha quindi inizio una quarta raccolta dei Chaos Emeralds su Ouranos Island.
Sonic raccoglie gli Emeralds fermandosi occasionalmente a parlare con Sage e ottiene l'ultimo da Eggman; trasformatosi in Super, neutralizza il Titano Supreme e Sage spiega a suo padre di come nemmeno Super Sonic riuscirà a distruggere l'entità, anche se non ha ancora recuperato le forze al massimo. Presi i comandi di Supreme, Super Sonic e Sage si lanciano nello spazio con gli altri Titani per affrontare e distruggere l'entità cosmica, una luna di colore viola che parla con una voce femminile e una maschile e si introduce come "The End". Durante lo scontro, The End annuncia di aver distrutto parecchie stelle, mondi e civiltà e di saper leggere le menti di chiunque si trovi nel Cyber Spazio. Super Sonic penetra The End e questi cerca di farsi esplodere pur tentando di annientare lui e il pianeta Terra, ma Sage si sacrifica scagliandosi contro per contenere l'esplosione che rispedisce Super Sonic sulla Terra. Sage chiede poco prima di morire a Sonic di proteggere suo "padre", ma quest'ultimo non riesce a sentire la sua richiesta, a causa di un enorme confusione. Tails, Knuckles e Amy sono finalmente liberi mentre Eggman si sente devastato dalla morte di sua "figlia", per la quale aveva ormai stretto un vero e proprio legame paterno. Dopo i primi titoli di coda i quattro protagonisti partono dall'arcipelago sul Tornado per tornare a casa mentre, dopo i secondi titoli di coda, vediamo il Dr. Eggman che sta smanettando un computer degli Antichi con cui riesce finalmente a ripristinare sua figlia Sage.

#### L'ultimo orizzonte(DLC/finale alternativo)
Poco dopo essere arrivato su Ouranos Island, Sonic viene fermato da Eggman e Sage; quest'ultima rivela di aver appena simulato una realtà remota che potrebbe salvare tutti, per quanto rischiosa. Consiste nel ripristinare la cyber corruzione di Sonic per riportare Tails, Knuckles e Amy nella realtà in forma di ologrammi affinché raccolgano i Chaos Emerald mentre lui si arrampica su quattro torri per completare degli addestramenti dati dai quattro defunti piloti dei Titani; il quinto e ultimo del Re Maestro consiste nell'affrontare i tre precedenti Titani (Giganto, Wyvern e Knight) per tenere a bada la corruzione, ottenendo così un nuovo potere da usare con saggezza. Tails, Knuckles, Amy ed Eggman consegnano gli Emerald a Sonic, che si trasforma in Super e affronta il Titano Supreme, liberando la minaccia incombente: The End. Questi genera un "cavo" che attacca a Superme al fine di usarlo come avatar per distruggere tutto, facendolo diventare ancora più grande. Tails, Knuckles, Amy, Eggman e Sage inseguono il nemico e Super Sonic sfrutta la cyber corruzione per sguinzagliare il suo nuovo potere, trasformandosi in Cyber Sonic. Non appena The End e Supreme vengono resi vulnerabili, Eggman e Cyber Sonic si alleano per finire l'entità aliena cosmica, sparando il riccio addosso al nemico, che vaporizza il Titano e perfora The End, il quale si autodistrugge nel tentativo di annientare Sonic. Questi precipita sulla Terra ferito e senza sensi, ma si riprende in tempo e festeggia con i suoi amici, completamente liberi. Eggman si congratula con sua "figlia" e tornano a casa. In una scena finale dopo i primi titoli di coda, Sonic e i suoi amici lasciano l'arcipelago sul Tornado di Tails per tornare a casa.

## Modalità di gioco
Sonic Frontiers ha un gameplay nettamente diverso dai titoli immediatamente precedenti: è infatti il primo capitolo della serie ad usare la meccanica del mondo aperto, chiamata ufficialmente "Zona Aperta", simile ai Campi di Avventura di Sonic Adventure ma ben più grande e interamente giocabile. Le Starfall Islands hanno diversi biomi come campi fioriti, foreste, antiche rovine e deserti. Tale caratteristica ha fatto paragonare il gioco a The Legend of Zelda: Breath of the Wild. Il giocatore viene guidato da un'intelligenza artificiale per trovare i Chaos Emerald e gli amici di Sonic.
Il personaggio, mantiene anelli e oggetti come molle, pedane di accelerazione, anelli arcobaleno, binari su cui slittare e carrucole per arrampicarsi automaticamente, oltre alla super velocità; può inoltre scalare a mano alcune pareti. Vi sono alcuni rompicapi che, una volta risolti, aprono nuove zone da esplorare. Un'altra novità è il combattimento contro i nemici, più grandi e resistenti dei capitoli precedenti, affrontabili non solo con le mosse tradizionali, ma anche in modalità picchiaduro e hack n' slash, più o meno dinamici, ispirati al film live-action. Sconfiggendoli si guadagnano punti esperienza con cui imparare un totale di 15 nuove mosse, di cui una automatica attivabile nell'apposito menu abilità.
I Guardiani, oltre ad essere dei boss, sono i nemici più grandi dell'isola; quando vengono sconfitti danno al personaggio un ingranaggio che, assemblato al portale, permette di accedere al Cyber Spazio, composto da livelli corti simili ai capitoli precedenti. I livelli lineari, che come sempre possono essere in terza persona posteriore (3D) o a scorrimento laterale (2,5D), hanno quattro ambientazioni (Green Hill, Chemical Plant, Sky Sanctuary ed Eternal Highway, ispirato ai centri abitati) e quattro obiettivi: raggiungere il traguardo entro il tempo limite stabilito per prendere come grado la "S" e con il dato numero di ring e raccogliere tutti gli anelli stella rossa. Le ricompense per ogni missione sono chiavi per raccogliere i Chaos Emerald e trasformarsi in Super Sonic, necessario per sconfiggere il Titano, boss finale dell'isola in cui ci si trova e accedere alla successiva. Quando si completano tutte le missioni di un portale si ottiene una chiave in più (quando si esce diventano tre) e si possono trovare anche in giro per l'isola.
Per sbloccare la mappa dell'isola bisogna risolvere degli enigmi, alcuni dei quali si possono effettuare solo di notte. Non è obbligatorio completare tutti i portali ed enigmi, ma sbloccando la mappa al 100% si sblocca il viaggio veloce e il teletrasporto verso i portali. Alcuni di questi sono viola e porteranno Sonic da Big the Cat, dove, pagandogli le monete viola, presterà la canna da pesca al protagonista, avviando un minigioco con cui si può ottenere oggetti come gettoni di memoria, Koco e appunti di Eggman. Gli oggetti pescati sono consultabili nell'enciclopescia.
Ne L'ultimo orizzonte si gioca anche con Amy, Knuckles e Tails, i quali hanno rispettivi Koco (evidenziati di rosa, rosso o giallo) che permettono di raccogliere punti abilità per imparare le mosse e sbloccare la mappa di Ouranos Island attraversando percorsi appositi. Tutti e tre possono fare lo Scatto Avvitato, il Cyber Loop e correre con il turbo, con un'abilità esclusiva quando si hanno i ring al massimo, ma solo Amy e Knuckles sono in grado di usare l'attacco a ricerca.
- Amy attacca, corre al massimo, plana e schiaccia rimbalzando in alto con le sue Carte della Fortuna, mentre con il martello Piko Piko respinge gli attacchi e sblocca le icone speciali. Può inoltre usare l'attacco a ricerca con più bersagli agganciati per raggiungere alcuni luoghi e quando corre con i ring al massimo diventa l'unico personaggio in grado di effettuare derapate.
- Knuckles tira pugni, schiaccia formando una trivella e ha la planata più rigida che può trasformarsi in un "razzo". Può scalare anche le pareti azzurre su cui corre Sonic, ma questi non può andare su quelle rosse di Knuckles. Sblocca le cyber icone con un pugno.
- Tails lancia chiavi inglesi e vola roteando ad elica le sue code finché non si stanca. Quando corre al massimo evoca il suo veicolo "Cyclone" con cui può volare come se fosse un aereo e sparare un laser. Le icone si sbloccano con una pistola laser.

## Sviluppo

### Idee
(Takashi Iizuka)
Dopo l'uscita del videogioco Sonic Forces, il Sonic Team ha iniziato a valutare approcci per il titolo successivo. Con il sopraggiungere del 30º anniversario, Takashi Iizuka (il capo del Sonic Team) ha dichiarato che il gioco sarebbe stato un esperimento per evolvere il gameplay in 3D della serie, consistente in una libera esplorazione delle zone aperte e un albero di abilità sbloccabili per il sistema di combattimento in risposta alle critiche ricevute per il gameplay lineare e la durata breve del titolo precedente. Il motivo dell'uso di Super Sonic più di una volta è proprio per portare allo stremo il sistema di combattimento e spingere il giocatore a sfruttare le abilità apprese durante l'esplorazione delle singole isole. Complessivamente, Iizuka lo ha definito «di terza generazione».

### Ambientazione e storia
Il protagonista esplora le cinque isole dell'arcipelago chiamate Kronos, Ares, Chaos, Rhea e Ouranos. I nomi sono ispirati alla mitologia greca e le isole ospitano le costruzioni ormai in rovina degli Antichi, la civiltà che in passato abitava sull'arcipelago.
La sceneggiatura del gioco è scritta da Ian Flynn (veterano della serie, famoso per i suoi contributi nei fumetti dell'Archie Comics e dell'IDW Publishing). Takashi Iizuka decise di assumere Flynn per scrivere Frontiers dopo aver letto il suo lavoro sui fumetti IDW; pensò che Flynn capisse il cast di Sonic meglio degli scrittori precedenti (Ken Pontac e Warren Graff) e avrebbe portato «un grande miglioramento alle emozioni e al dialogo dei personaggi».
Iizuka ha chiesto a Flynn di scrivere una storia che sia meno umoristica e più matura rispetto ai giochi precedenti e di non rendere evidente l’obiettivo del giocatore, piuttosto sfidandolo a capire come risolvere i problemi da solo. Con gli altri lavori legati a Sonic nella quale era coinvolto, era Ian Flynn che proponeva le storie. Per Frontiers, invece, è SEGA che ha dettato le premesse di Frontiers e quali personaggi Flynn può usare. Nonostante queste limitazioni, Flynn considerò il lavorare ad un capitolo principale di Sonic «un sogno che si avvera» e ha comunque avuto modo di presentare al Sonic Team idee per utilizzare più personaggi nella storia. Un esempio a tal proposito è stato fare degli Antichi gli antenati genetici dei Chao, dal momento che, secondo Flynn, nella serie c'erano già troppi extraterrestri.
Morio Kishimoto (il regista del gioco) ha affermato che questo ha generato «una cooperativa avanti e indietro» fra il Sonic Team e Ian Flynn. Dato l’approccio non lineare, Flynn trovò che il ritmo della storia era «l'enigma più grande» e «doveva essere rivisto man mano che la struttura del gioco prendeva forma». Kishimoto eseguì personalmente la localizzazione giapponese usando il copione di Flynn come base, apportando molteplici modifiche per adattarlo al mercato giapponese; quasi tutti i dialoghi originali di Flynn sono stati modificati o completamente stravolti, mentre le frasi del protagonista nelle zone aperte e gli "appunti di Eggman" sono rimasti invariati.

## DLC e Crossover
In collaborazione con Capcom, sono disponibili le armature Rathalos e Felyne Rathalos, più un minigioco Barbecue del Cacciatore che concede power-up a Sonic, ispirati alla serie di Monsters Hunter. Questa collaborazione è un DLC gratuito disponibile dal 14 novembre 2022.
Gli utenti iscritti alla newsletter del sito ufficiale del gioco avrebbero ricevuto il giorno d'uscita un codice DLC gratuito via email per sbloccare le Soap Shoes di Sonic Adventure 2. La promozione è stata valida nei territori aderenti all'iniziativa fino al 31 gennaio 2023.
Update1: Sights, Sounds and Speed, è un aggiornamento gratuito, pubblicato il 22 marzo 2023, include la modalità Juke Box, il Photo Mode e la modalità Sfide.
Update2: Birthday Bash, è un aggiornamento gratuito, pubblicato il 23 giugno, offre diversi contenuti come la nuova modalità di gioco plus; 40 sfide "Azioni a catena", che se completate tutte con il grado S permettono di sbloccare lo Scatto Avvitato (Spin Dash); nuovi Koco in grado di aumentare l'indicatore del turbo; nuove tracce per il juke box e diversi contenuti estetici a tema compleanno.
Update3: L'ultimo orizzonte (in originale The Final Horizon), è un aggiornamento gratuito, pubblicato il 29 settembre 2023, introduce una nuova parte della storia (un finale alternativo) con le versioni in stile proiezione digitale di Tails, Knuckles ed Amy come personaggi giocabili, e anche nuove sfide.

## Doppiaggio
Il doppiaggio italiano, diretto da Luca Airaghi, utilizza il copione originale di Flynn, tradotto da Stefano Accomo e adattato da Chiara Di Monica e Fabio Bortolotti presso gli studi Jinglebell Communication di Milano. Al cast introdotto in Sonic Generations si aggiunge Valentina Pallavicino per il ruolo di Sage e la voce in versione femminile di The End.
| Personaggi           | Doppiatore originale                                                       | Doppiatore americano                                                       | Doppiatore italiano                                                              |
| -------------------- | -------------------------------------------------------------------------- | -------------------------------------------------------------------------- | -------------------------------------------------------------------------------- |
| Sonic the Hedgehog   | Jun'ichi Kanemaru                                                          | Roger Craig Smith                                                          | Renato Novara                                                                    |
| Dr. Eggman           | Kotaro Nakamura                                                            | Mike Pollock                                                               | Aldo Stella                                                                      |
| Sage                 | Megumi Hayashibara                                                         | Ryan Bartley                                                               | Valentina Pallavicino                                                            |
| Miles "Tails" Prower | Ryō Hirohashi                                                              | Colleen O’Shaughnessey                                                     | Benedetta Ponticelli                                                             |
| Knuckles the Echidna | Nobutoshi Canna                                                            | Dave B. Mitchell                                                           | Maurizio Merluzzo                                                                |
| Amy Rose             | Taeko Kawata                                                               | Cindy Robinson                                                             | Serena Clerici                                                                   |
| Big the Cat          | Takashi Nagasako                                                           | Kyle Hebert                                                                | Andrea De Nisco                                                                  |
| The End              | Gara Takashima (in versione femminile) Hōchū Ōtsuka (in versione maschile) | Cindy Robinson (in versione femminile) Mike Pollock (in versione maschile) | Valentina Pallavicino (in versione femminile) Aldo Stella (in versione maschile) |

## Musiche
Il compositore veterano della serie Tomoya Ōtani torna a firmare la colonna sonora di Sonic Frontiers, insieme ai colleghi Rintaro Soma, Kenji Mizuno e Kanon Oguni (che debuttano nella serie con questo gioco). Anche il veterano Jun Senoue é coinvolto ma come assistente nella produzione.
Rispetto ai capitoli precedenti, la colonna sonora di Sonic Frontiers è meno concentrata sulle tracce allegre e ritmate che caratterizzano la serie, a favore di musiche orchestrali più calme e pacifiche per creare "una nuova atmosfera più strana e misteriosa che circonda le isole".
Il tema vocale del finale del gioco si chiama Vandalize ed è eseguito dalla band giapponese One Ok Rock. La traccia è anche disponibile nell'album della band "Luxury Disease", uscito il 9 settembre 2022.
Il tema vocale principale del gioco si chiama I'm Here, composta da Tomoya Othani ed è eseguita da Merry Kirk-Homes, il cantante della band To Octavia.
L'album della colonna sonora è intitolato Sonic Frontiers Original Soundtrack Stillness & Motion. Composto da sei dischi, l'album contiene 150 tracce ed è uscito il 7 dicembre 2022. È la colonna sonora più grande mai creata per un gioco di Sonic.

## Altri media

### Fumetti
Sonic Frontiers Prologo: Convergenza (プロローグ：Convergence(収束)?, Purorōgu: Konbājensu (shūsoku)) è un fumetto digitale da 8 pagine pubblicato in due capitoli sui profili social ufficiali della serie il 18 e il 23 ottobre 2022, scritto da Ian Flynn (che aveva scritto la sceneggiatura della trama del gioco), disegnato da Evan Stanley e colorato da Heather Breckel, che racconta eventi precedenti l'inizio del gioco. Scritto in inglese, ha ricevuto traduzioni ufficiali in giapponese, italiano, francese, tedesco, spagnolo e portoghese brasiliano.

### Cortometraggio
Sonic Frontiers Prologo: Divergenza (ソニックフロンティア プロローグ：Divergence（分岐?, Sonikku Furontia Purorōgu: Daibājensu (Bunki)) è un cortometraggio, pubblicato sui canali social ufficiali il 1º novembre 2022, diretto da Tyson Hesse (artista veterano della serie, famoso per i suoi contributi nel videogioco Sonic Mania e nella serie cinematografica di Sonic), con la sceneggiatura scritta da Ian Flynn. Doppiato in giapponese e in inglese, ha ricevuto sottotitoli ufficiali in italiano, francese, tedesco, spagnolo, russo, polacco e portoghese brasiliano. Nel video è presente un cameo di Flicky e uno di NiGHTS.

### Music trailer
Sonic Frontiers x ONE OK ROCK, pubblicato il 7 settembre 2022 con la canzone Vandalize.
Sonic Frontiers - Cyber Space DJ Mix, music video composto da Tomoya Ohtani, pubblicato il 19 ottobre 2022.
Sonic Frontiers - Launch Trailer, in data 8 novembre 2022 è stato pubblicato il trailer con la canzone dei Queen – Don't Stop Me Now (Digital Remaster).

## Omaggi e citazioni
Nel gioco ci sono numerosi omaggi e citazioni ai precedenti titoli della serie e alla cultura pop.
- Le frasi dette dall'unità "E5C4" (D3-COY in originale) nel fumetto prequel sono tratte dalle battute di Eggman in Sonic Adventure.
- Nel cortometraggio animato, c'è un Chao con l'aspetto di NiGHTS (protagonista dei due videogiochi Nights into Dreams... e Nights: Journey of Dreams).
- Quando Sonic corre con il turbo potente, emana l'aura dei film live-action prodotti da Paramount Pictures.
- Su Kronos Island, Sonic menziona Tangle the Lemur, personaggio introdotto nella serie a fumetti Sonic the Hedgehog (IDW Publishing), a conferma della canonicità di questi al filone videoludico.
- Su Ares Island, Knuckles ha un flashback a 16-bit dei videogiochi Sonic the Hedgehog 3 e Sonic & Knuckles.
  - Sulla stessa isola, lo scontro con il guardiano "Sumo" presenta un attacco del protagonista tratto dallo scontro finale del primo capitolo della serie cinematografica live-action.
- Su Chaos Island vengono menzionati gli eventi dei videogiochi Sonic Adventure, Sonic Adventure 2, Sonic Unleashed, Sonic Lost World e Sonic Forces.
- Nel diciassettesimo appunto del Dr. Eggman, viene menzionata per la prima volta la sua defunta cugina Maria Robotnik, che ritiene molto simile a Sage.
- Nel Cyber Spazio, Sage ha ricordato al Dr. Eggman di aver fermato l'ARK (in Sonic Adventure 2) e Neo Metal Sonic (in Sonic Heroes) al fine di convincerlo ad aiutare il suo vecchio nemico Sonic per sconfiggere The End, ma l'egocentrico scienziato ribatte nervosamente in modo caparbio affermando di averlo fatto solo per disperazione.
  - Nello stesso Cyber Spazio, Eggman ha menzionato anche gli eventi dei videogiochi Sonic Adventure, Sonic Adventure 2, Sonic Heroes, Shadow the Hedgehog, Sonic the Hedgehog (2006), la trilogia di Sonic Riders (Sonic Riders, Sonic Riders: Zero Gravity e Sonic Free Riders), Sonic Rivals e Sonic Rivals 2.
- A causa di un errore di traduzione, Eggman menziona la Egg Fleet (Sonic Heroes) erroneamente come "Flottiglia Uovo".
- Le caratteristiche di The End lo rendono molto simile ai personaggi cattivi delle altre saghe, come Ego il pianeta vivente (Marvel Comics), la luna malvagia di Majora (The Legend of Zelda), la forma lunare del Nucleo (Anfibia), la Luna Nera di Lilith (Neon Genesis Evangelion) e la forma planetaria di Unicron (Transformers). Inoltre, è anche ispirato al dio del sole Solaris (Sonic the Hedgehog) e al mostruoso demone primordiale Dark Gaia (Sonic Unleashed) per la loro natura di entità cosmica e divinità dalla forza malevola e distruttiva. Durante lo scontro finale, esclama "Io sono ineluttabile." (in originale "I am inevitable."), la stessa citazione più famosa del Titano Pazzo Thanos (nel ventiduesimo film del Marvel Cinematic Universe e penultimo capitolo della "Saga dell'infinito", Avengers: Endgame). Nella versione alternativa del gioco L'ultimo orizzonte, durante il boss finale, si sentono le voci maschili e femminili in italiano di The End, praticamente simili al Dr. Eggman e a Sage in cui sono proprio gli stessi doppiatori italiani che hanno prestato le loro voci. The End si è resa anche la nemica più potente e pericolosa di gran lunga data che il porcospino blu abbia mai affrontata insieme con i suoi amici e il suo vecchio nemico di cui aveva distrutto manciate di stelle, mondi ed esseri viventi, compreso il pianeta natale degli Antichi, e l'unica antagonista che gli rivaleggia è Cursa (Mario + Rabbids Sparks of Hope), la nemica di Mario e dei Rabbids.
- Nella scena dopo i primi titoli di coda, Amy ha menzionato Sticks the Badger; sebbene si tratti di un personaggio introdotto nella canonica serie Sonic Boom, a quanto pare esiste una sua controparte nel filone narrativo principale.
- Il nome in versione inglese degli Antichi (Ancients) è visibilmente copiato da quello dei Saggi, personaggi della canonica serie Sonic Boom in cui erano apparsi millenni prima dei due videogiochi prequel (L'ascesa di Lyric e Frammenti di cristallo), sebbene abbiano una storia completamente diversa.

## Accoglienza
| Testata                         | Versione   | Giudizio |
| ------------------------------- | ---------- | -------- |
| Metacritic (media al 27/3/2023) | PS5        | 71/100   |
| Metacritic (media al 27/3/2023) | PS4        | 75/100   |
| Metacritic (media al 27/3/2023) | XBSX       | 61/100   |
| Metacritic (media al 27/3/2023) | XONE       | ..       |
| Metacritic (media al 27/3/2023) | NSW        | 69/100   |
| Metacritic (media al 27/3/2023) | PC         | 75/100   |
| OpenCritic (media al 27/3/2023) | collettivo | 71/100   |
| Attack of the Fanboy            | PS5        | [ 36 ]   |
| IGN.it                          | PS5        | 6.9/10   |
| TouchArcade                     | NSW        | 4/5      |
| Pure Xbox                       | XBSX       | 8/10     |
| Hardcore Gamer                  | PC         | [ 40 ]   |
| Noisy Pixel                     | PC         | 8/10     |

Il gioco è stato accolto con recensioni positive dalla critica specializzata, le quali hanno lodato l'ambizione, la storia e il gameplay. Tuttavia sono stati evidenziati alcuni problemi tecnici (come il pop-in, un problema di prestazioni nella grafica tridimensionale, che causa la comparsa improvvisa di oggetti o texture mentre vengono caricati, piuttosto che avvicinarsi in modo fluido nella vista, degli scenari, ritenuto fastidioso).
IGN ha dato al gioco come voto 7/10, affermando che Sonic Frontiers è un'ambiziosa avventura open world che riesce per lo più a rinnovare la formula di Sonic, anche quando alcune delle sue idee falliscono.
Multiplayer.it gli ha assegnato 8/10, dicendo che finalmente il Sonic Team ha capito come tradurre la sua serie più famosa in un contesto tridimensionale, ma ora è necessario alzare la qualità di tutto il resto.
Everyeye.it ha dato 7.2/10, concludendo la propria recensione dicendo che ci troviamo dunque dinanzi a un titolo imperfetto eppure divertente, capace di mostrarci il potenziale volto del futuro del riccio.
SpazioGames.it ha dato 8,3/10, affermando che "Sonic Fontiers è il miglior Sonic in tre dimensioni uscito fino ad ora. Per alcuni vorrà dire poco, altri non saranno d'accordo, ma il gioco ci ha divertito come non succedeva da molto tempo nella saga di Sonic".

### Accoglienza dei fan
Anche l'accoglienza da parte dei fan e videogiocatori è stata positiva, con un voto medio oltre 8.2/10 sull'aggregatore Metacritic, il Washington Post ha scritto che molti hanno apprezzato la storia, la giocabilità, l'enfasi sulla libertà di movimento, i riferimenti ai precedenti giochi di Sonic e la colonna sonora.
Secondo i dati provenienti da SteamDB, Sonic Frontiers ha stabilito il record per il maggior numero di giocatori simultanei per un gioco di Sonic su Steam, superando il record precedente detenuto da Sonic Mania.

### Vendite
A dicembre 2022, è stato rivelato che Sonic Frontiers ha venduto 2,5 milioni di copie già nel primo mese dal lancio e che SEGA è molto soddisfatta dei risultati raggiunti in un periodo così breve, contando la forte concorrenza con God of War Ragnarök, Call of Duty: Modern Warfare II e Pokémon Scarlatto e Violetto usciti grossomodo tutti nello stesso periodo.
A maggio 2023, SEGA ha annunciato che il gioco ha venduto 3,5 milioni di copie, superando il record di Sonic Heroes e diventando il gioco 3D di maggior successo commerciale dell'intera serie. A giugno 2025, SEGA rivela accidentalmente che il gioco ha superato le 4,5 milioni di copie vendute.

## Riconoscimenti
- Japan Game Awards 2022, ha ricevuto il premio Future Division Awarded (best upcoming game).[51]
- Japan Game Awards 2023, ha ricevuto il Premio per l'Eccellenza.[52]

## Futuro
Vedendo il successo raggiunto dal gioco, a fine gennaio 2023 il direttore Morio Kishimoto ha annunciato che il prossimo capitolo principale sarà di "terza generazione" (con le zone aperte) ma espanso, con un sistema di combattimento più immersivo e profondo, non sarà l'unico a dirigerlo e, in seguito ai pareri dei fan, non riproporranno ambientazioni come Green Hill o Chemical Plant.
Il 22 aprile 2024 ha iniziato a girare voce che un sequel di Sonic Frontiers sarebbe in via di sviluppo.